# Gigantodax lazoi
Gigantodax lazoi är en tvåvingeart som beskrevs av Takaoka, Hirai och Tada 1988. Gigantodax lazoi ingår i släktet Gigantodax och familjen knott.
Artens utbredningsområde är Ecuador. Inga underarter finns listade i Catalogue of Life.